# Podmornice klase Ghadir
Klasa Ghadir, klasa iranskih obalnih podmornica namijenjenih ratovanju u plitkim vodama Perzijskog zaljeva. Proizvodnja podmornica započela je 2005. s prvom plovnom jedinicom javno obznanjenom 2007.